# Oceana (organização)
Oceana, inc. é uma organização sem fins lucrativos 501(c)(3) para conservação dos oceanos. Está sediada em Washington D.C., com escritórios em Toronto, Cidade do México, Madrid, Bruxelas, Copenhagen, Genebra, Londres, Manila, Belmopan, Brasília, Santiago e Lima, tornando-se o maior grupo internacional de defesa dedicado inteiramente à conservação dos oceanos.
Atualmente, a Oceana conta com uma equipe de cerca de 200 e 6.000 voluntários, e tem receitas de quase 50 milhões de dólares (em 2017). A organização conduz a sua própria investigação científica, além de fazer recomendações políticas, fazer lobby por legislação específica e litigar ações judiciais.

## História
A organização foi criada em 2001 por um grupo de fundações, incluindo o Rockefeller Brothers Fund, Sandler Foundation e The Pew Charitable Trusts. A fundação ocorreu após um estudo encomendado em 1999, que concluiu que menos de 0,5% de todos os recursos gastos por grupos ambientais dos EUA foram destinados para a conservação dos oceanos. Em 2002, a American Oceans Campaign, fundada pelo ator e ambientalista Ted Danson, fundiu-se com a Oceana para promover os seus objetivos comuns.

## Serviços
A Oceana afirma estar empenhada em combater a sobrepesca. Centra-se principalmente na legislação para limites de captura e também se opõe aos subsídios à pesca, que argumenta estarem contribuindo para a sobrepesca.
A organização se concentra em reduzir ou eliminar totalmente o uso de plásticos, devido ao seu impacto prejudicial no ecossistema marinho. Ela geralmente se opõe ao foco na reciclagem ou na limpeza. Também afirma ser contra rotulagem incorreta de frutos do mar, alegando impacto na sobrepesca.
A Oceana se dedica a combater as inúmeras ameaças aos oceanos que as mudanças climáticas impõem. Seu foco principal tem sido a acidificação dos oceanos, que ameaça especialmente os moluscos e os corais que são necessários para muitos ecossistemas marinhos e, consequentemente, fontes de frutos do mar. Eles também se concentram na promoção de parques eólicos offshore e conta disparos de armas sísmicas.

### Expedições
A Oceana lança expedições para coletar dados científicos, que são usados por ela, outros grupos sem fins lucrativos, comunidades locais e agências governamentais para criar ou influenciar políticas. Impactos destas expedições podem ser vistos em Malta, onde uma expedição levou o governo maltês a expandir áreas marinhas protegidas, ou nas Filipinas, onde uma expedição levou o governo a criar uma nova área.

## Impacto
A Oceana se concentra em influenciar legislações específicas, ações judiciais ou outras políticas que se enquadrem em seus objetivos. Entre os impactos incluem a proteção de tubarões, proibição da atividade industrial nas áreas marinhas protegidas do Canadá, aumentado da transparência através do rastreamento digital no Chile e a criação de um parque marinho na costa mediterrânea da Espanha.
Ao longo da sua existência, a Oceana protegeu 4,5 milhões de milhas quadradas do oceano, influenciando a legislação e política relacionada.

## Críticas

### Pesca
A California Wetfish Producers Association (CWPA), uma organização sem fins lucrativos dedicada a preservar a indústria da Califórnia, criticou repetidamente as tentativas da Oceana de interromper temporariamente a pesca da sardinha no Pacífico. A CWPA criticou a citação de um estudo da Administração Nacional Oceânica e Atmosférica (NOAA) que relatou que 95% do estoque de sardinha havia se esgotado desde 2006. A organização afirma que estes números estão inflacionados e que o declínio real (menor) não foi causado pela sobrepesca, mas sim por fatores ambientais. A CWPA chamou as alegações da Oceana como “notícias falsas”. A NOAA não respondeu ao pedido de um novo estudo, mas proibiu a pesca comercial da sardinha.
Em 2021, um documentário da Netflix Seaspiracy criticou a organização por parecer incapaz de fornecer uma definição para "pesca sustentável". Oceana respondeu dizendo que foi deturpada no filme e argumentou que abster-se de comer peixe como o filme afirma não é uma escolha realista para pessoas que dependem da pesca.

### Rótulos
Vários meios de comunicação ambientais publicaram artigos criticando os relatórios da organização sobre fraudes em rótulos de frutos do mar, incluindo o The New York Times. As críticas centram-se na suposição da Oceana de que todos os frutos do mar mal rotulados são intencionalmente fraudulentos, mesmo para espécies que são facilmente confundidas ou têm nomes diferentes em países diferentes. A metodologia dos estudos da organização também tem sido questionada, principalmente devido à seleção de peixes historicamente mal rotulados para teste. Além disso, as recomendações políticas foram consideradas inviáveis e burocráticas.